# 浜松聖星高等学校
浜松聖星高等学校（はままつせいせいこうとうがっこう）は、静岡県浜松市中央区蜆塚三丁目にある私立高等学校。

## 沿革
- 1956年 - 聖ベルナルド女子修道会により浜松海の星高等学校（はままつうみのほしこうとうがっこう）が創立される。校名はラテン語の「Maris Stella」（海の星）、すなわち航路を導く星のような存在の聖母マリアに由来する。
- 1998年 - スピノラ修道女会が経営を引き継ぐ。
- 2017年4月1日 - 男女共学化し、浜松聖星高等学校に校名を変更した。

## 課程
全日制
- 普通科
  - 理数コース
  - 特進コース
  - 進学コース

## 部活動
| 運動部 - 弓道部 - 剣道部 - ダンス部 - 男女バスケットボール部 - バドミントン部 - テニス部 - 陸上競技部 - 男女サッカー部 | 文化部 - 演劇部 - 吹奏楽部 - 情報処理部 - グローバルイシュー研究部 - サイエンス部 - 放送部 - 茶華道部 - 美術部 - 英語部 - 軽音楽部 - 末広会(ボランティア) - 数学研究同好会 |

## 主な卒業生及び学校関係者
- 相曽晴日 - シンガーソングライター、昭和57年(1982年)3月卒業。
- 松本志のぶ - フリーアナウンサー（元日本テレビ所属）、昭和63年(1988年)3月卒業。
- 北脇保之 – 理事長、元国会議員、元浜松市市長、城西大学現代政策学部社会経済システム学科客員教授。

## アクセス
- 浜松駅バスターミナル2のりばより、8富塚じゅんかん（医療センターまわり）、8-22大平台線（広沢、医療センター経由）、8-33伊佐見線に乗車。「浜松聖星高校」バス停下車。
- 浜松市内各地域より、浜松駅で乗り換えなくても登校できる「モーニングダイレクト」の運行もある。

　【現在運行便】
・舘山寺町→フラワーパーク→湖東団地中→狸坂→パークタウン→浜松聖星高校→浜松西高→浜松南高
・内野台車庫→染地台三丁目→半田→医科大学→浜工高前→萩丘→和合町→浜松北高→浜松聖星高校→根上り松（西高北口）
・気賀駅前→老ヶ谷口→聖隷三方原病院→姫街道車庫→追分→和合町→浜松北高→浜松聖星高校→根上り松（西高北口）